# مکسی واز
مکسی واز (انگلیسی: Maxie Vaz؛ ۱۹۲۳ – ۲۱ ژوئیه ۱۹۹۱) بازیکن هاکی روی چمن اهل هند بود.
وی به‌همراه تیم ملی هاکی روی چمن مردان هند به قهرمانی بازی‌های المپیک تابستانی ۱۹۴۸ دست پیدا کرده‌است.